# 金子文六
金子 文六（かねこ ぶんろく、1902年9月6日 - 1991年5月25日）は、日本の法学者・元裁判官・元外交官。専門は、民事手続法（民事訴訟法・民事執行法・民事保全法）。法学博士（中央大学）。中央大学名誉教授。

## 来歴
山梨県甲府市出身。山梨県立日川中学校（現･山梨県立日川高等学校）卒業。1926年高等文官試験司法科合格。1927年中央大学法学部卒業。司法官試補。1928年東京地方裁判所判事に就任。その後、福島地方裁判所判事、仙台地方裁判所判事、横浜地方裁判所判事を経て、1936年中華民国南京日本総領事館領事に就任。1942年中華民国天津日本総領事館領事。1946年東京控訴院判事。1948年中央大学法学部教授。1951年中央大学評議員。1962年中央大学より法学博士受く。1966年中央大学附属高等学校校長（～1969年）。1969年中央大学学長代行（～1969年）。中央大学理事長（～1972年）。中央大学総長代行（～1972年）。1973年中央大学定年退職。同名誉教授。東洋大学法学部客員教授。1977年東洋大学退職。
この他、元全日本大学野球連盟会長、中央大学玉成会会長、東洋大学文学部非常勤講師（1935年－1939年、1949年－1953年）や東都大学野球連盟常任理事（1954年－1969年）、最高裁判所規則改定委員会委員などを歴任。1973年勲二等旭日重光章受章。
1991年5月25日、急性腎不全のため死去。

## 著作
- 『新民事訴訟法判例總覽』（關隆二と共編、帝國判例法規出版社、1934年）
- 『民事訴訟法講座　第三巻』（民事訴訟法學會編、有斐閣、1955年）
- 『強制執行法』（升本喜兵衛と共著、中央大学出版部、1963年）
- 『イギリスの弁護士・裁判官』（R.E.メガリ著、新井正男と共訳、中央大学出版部、1967年）